# Komprese dynamiky signálu

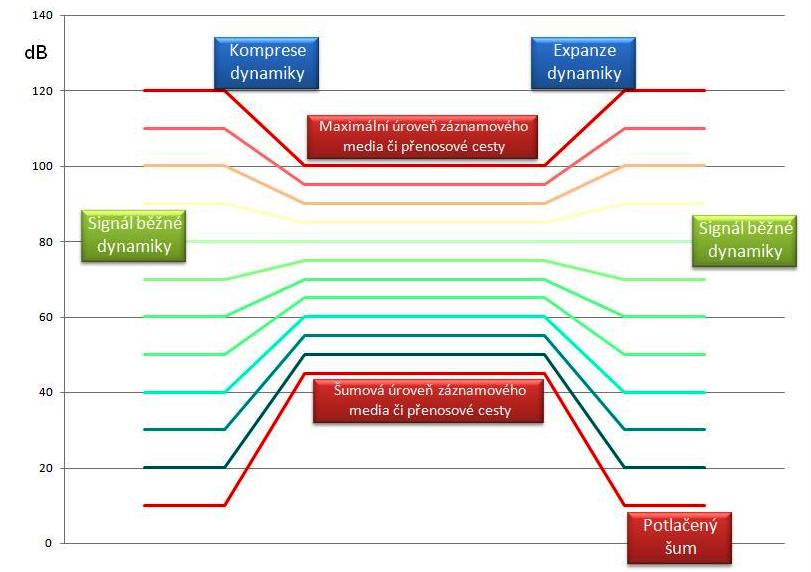
Průběh dynamického rozsahu signálu od jeho vzniku, přes přenosovou či záznamovou cestu až k jeho reprodukci

Komprese dynamiky signálu v elektroakustickém řetězci se nejčastěji používá pro zajištění většího odstupu od rušivých napětí a šumu, při záznamu či přenosu elektrického signálu na vstupní straně, záznamový zesilovač, vysílač.
Největšího nasazení komprese dynamiky signálu bylo dosaženo po roce 1965 se vznikem prvního Dolby A-type NR. Poté se rozšířila verze Dolby B-type NR téměř na všechny magnetofony. V roce 1986 poslední analogová verze Dolby Spectral Recording (SR) zcela ovládla 35mm filmovou produkci.

## Komprese dynamiky signálu
Kompresí dynamiky většinou zajistíme větší zesílení slabších signálů a menší zesílení silných signálů, čímž zmenšíme celkový dynamický rozsah, ale také porušíme věrnost signálu, která již nenese známky Hi-Fi. Většinou se komprese provádí tak, aby nejslabší signály byly nad úrovní šumu záznamového či přenosového média a nejsilnější signály nepřesahovaly maximální možnosti tohoto média (viz obrázek).

## Obnovení dynamiky signálu
K obnovení dynamiky signálu se na druhé straně elektroakustického řetězce provádí expanze dynamiky signálu, čímž se vlastnosti původního signálu obnoví a zároveň se potlačí vliv rušení a šumů záznamového media či přenosové cesty.  

## Komprese dynamiky neelektrických signálů
Informace může být nesena mnohými druhy signálů, například zvukem, světlem či magnetickým polem; přímá komprese dynamiky těchto signálů se pro nedostatek technických možností neprovádí. Používáme proto nejčastější řízení elektrického signálu (proudu a napětí), který následně převedeme příslušným měničem na signál jiného druhu.

## Speciální případy komprese dynamiky
Výjimečně se používá komprese dynamiky i za cenu deformace věrnosti signálu spíše k efektům, jakými jsou:
- zvýraznění nějakého hudebního nástroje či zpěvu;
- potlačení dynamiky signálu před nedostatečně dimenzovaným výkonovým zesilovačem, aby nedocházelo k jeho limitaci při větších hlasitostech.[9][10][11]